# Maximiliane Kriechbaum
Maximiliane Kriechbaum (* 26. November 1954) ist eine deutsche Rechtswissenschaftlerin.

## Leben
Nach der Promotion 1984 an der Ludwig-Maximilians-Universität München und der Habilitation 1992/93 in München lehrte sie zunächst in Bochum, seit 1997 als Professorin für Europäische Rechtsgeschichte, Römisches Recht und Bürgerliches Recht an der Universität Hamburg.

## Schriften (Auswahl)
- Dogmatik und Rechtsgeschichte bei Ernst Immanuel Bekker (= Abhandlungen zur rechtswissenschaftlichen Grundlagenforschung. Band 61). Gremer, Ebelsbach 1984, ISBN 3-88212-043-6 (zugleich Dissertation, München 1984).
- Actio, ius und dominium in den Rechtslehren des 13. und 14. Jahrhunderts (= Abhandlungen zur rechtswissenschaftlichen Grundlagenforschung. Band 77). Aktiv-Dr. und Verl., Ebelsbach 1996, ISBN 3-528-08478-2 (zugleich Habilitationsschrift, München 1992/1993).
- (Hrsg.): Festschrift für Sten Gagnér zum 3. März 1996. Aktiv-Dr. und Verl., Ebelsbach 1996, ISBN 3-9803848-4-5.
- mit Hermann Lange: Die Kommentatoren (= Römisches Recht im Mittelalter. Band 2). Beck, München 2007, ISBN 978-3-406-43082-4.